# Claudette Soares
Pour les articles homonymes, voir Soares.
Claudette Colbert Soares, plus connue sous le nom de Claudette Soares ou simplement Claudette, née à Rio de Janeiro le 31 octobre 1937, est une chanteuse brésilienne.

## Biographie
Elle commence sa carrière dans les années 1950 et est révélée par l'émission A raia miúda, de Renato Murce, sur Rádio Nacional (en). Elle participe aussi à l'émission Clube do Guri présenté par Silveira Lima sur Rádio Mauá. Plus tard, elle prend part également au programme Papel Carbono, de Renato Murce. Sur Rádio Tupi (pt), elle participe à l'émission Salve o Baião ! et y rencontre Luiz Gonzaga, le roi du Baião qui la surnomme Petite Princesse du Baião. Toujours dans les années 1950, sur Rádio Tamoio (pt), elle présente aux côtés d'Ademilde Fonseca (en) le programme No mundo do baião.
Sylvia Telles la contacte pour la remplacer comme chanteuse à la discothèque Plaza, à la fin des années 1950. Elle partage la scène avec Luiz Eça, João Donato, Baden Powell et Milton Banana et participe à l'émission télévisée - Brasil 60, de la présentatrice de télévision et actrice Bibi Ferreira (en), sur TV Excelsior, à São Paulo. Elle fait la promotion des chansons de Bossa Nova à São Paulo, dans les discothèques Baiúca, Cambridge et João Sebastião Bar et ouvre la discothèque Ela, Cravo e Canela, avec le pianiste Pedrinho Mattar (pt) où ils présentent le spectacle Um show de show. En 1967, elle apparaît dans l'émission télévisée Jovem Guarda, sur TV Record à São Paulo et à cette occasion, interprète Combien grand est mon amour pour toi de Roberto Carlos. Elle épouse le musicien Júlio César Figueiredo en 1972. Son plus grand succès, De so much love, est un cadeau de mariage offert par Roberto Carlos, qui était son témoin. Elle divorce dans les années 1990.

## Récompenses et distinctions
- 1966 : Trophée Euterpe du « meilleur chanteur de l'année » ;
- 1990 : Citoyenne d'honneur de São Paulo ;
- 2010 : Grand officier de l'Ordre d'Ipiranga[3].

## Discographie

### 78 tous
- 1958 - Foi a noite

### Albums
- 1964 - A dona da bossa, Mocambo
- 1966 - Primeiro Tempo 5x0 (pt), avec Taiguara (en) et Jongo Trio, LP, Philips
- 1967 - Claudette Soares, LP, Philips
- 1968 - Gil, Chico e Veloso por Claudette Soares, LP, Philips
- 1969 - Claudette Soares, LP, Philips
- 1969 - Quem não é a maior tem que ser a melhor, LP, Philips
- 1970 - Claudette nº 3, LP, Philips
- 1971 - De tanto amor, LP, Philips
- 1974 - Você, LP, EMI-Odeon
- 1976 - Tudo isso é amor, avec Dick Farney, LP/CD, EMI-Odeon
- 1976 - Fiz do amor meu canto, LP, EMI-Odeon
- 1977 - Tudo isso é o amor vol. 2, avec Dick Farney, LP - CD, EMI-Odeon
- 1995 - Vida real, CD, Imagem/Movieplay
- 2000 - Claudette Soares ao vivo, CD, Som Livre
- 2002 - Claudette Soares & Leandro Braga, CD, CIA
- 2007 - Foi a noite, hommage à Tom Jobim et Silvinha Telles.
- 2018 - 60 Anos de Bossa Nova, avec Alaíde Costa, Kuarup.